# Lemuria (festival)
Lemuria of Lemuralia was in de Romeinse religie een festival waarbij men rites en exorcisme gebruikte om de Lemures, ronddolende kwaadaardige geesten, uit de huizen te verdrijven. Dit gebeurde onder andere door bonen aan ze te offeren. Tijdens het festival maakten de Vestaalse maagden tevens heilige mola salsa (zoute cake) van de eerste tarwe van het seizoen.
Volgens de juliaanse kalender vonden de Lemuria plaats op 9, 11 en 13 mei. Vanwege de aard van het festival werd de maand mei vaak gezien als een uitermate ongeschikte maand voor trouwerijen en andere feestelijke gebeurtenissen. Het leidde zelfs tot een gezegde: Mense Maio malae nubent ("Zij die in mei trouwen, hebben een slecht huwelijk").
Volgens historici zijn enkele gebruiken van de Lemuria later door de Christenen overgenomen in Allerheiligen.